# Qu Xiaosong
Qu Xiaosong (Qu Xiao-Song) (født 6. september 1952 i Guiyang, Kina) er en kinesisk komponist og violinist.
Xiaosong var fra barnsben selvlært på violin, men studerede senere komposition på det Centrale Musikkonservatorium i Beijing hos Du Mingxin, hvor han blev færdiguddannet (1983). Studerede komposition videre i USA, som udvekslings student på Columbia Universitet i New York City. Han har skrevet 2 symfonier, orkesterværker, kammermusik, koncertmusik, 4 operaer, oratorier, vokalmusik, instrumentalmusik etc. Han er i dag bosat i New York og lever som freelance komponist.

## Udvalgte værker
- Symfoni (1981) - for strygeorkester
- Symfoni nr. 1 (1986) - for orkester
- Cellokoncert (19?) - for cello og orkester
- "Bjerget" (1983) (symfonisk suite) - for stort orkester